# 기상학
기상학(氣象學, 영어: meteorology)은 행성의 대기와 대기의 기상 현상을 대상으로 하는 자연 과학이자 대기과학의 한 분야다. 최근 다른 행성에 대한 연구가 활발해지면서 다른 행성의 대기까지 범주가 넓혀지게 되었다. 기상, 날씨 등과 관련이 있다.

## 어원
영어의 meteorology(기상학)은 그리스어의 meteoros(높은, 상공의)와 logos(논문·논설·학설)가 결합된 말로서, 말 그대로 ‘행성의 대기와 대기 중의 여러 가지 현상을 연구하는 학문’이다.
기상학은 주로 일기와 기후에 중점을 두고 다루어왔으나, 최근에는 대기뿐만 아니라 지표면, 해양 및 생물이 대기에 미치는 영향 등 광범위한 분야로 확대되었다.

## 한국 기상학의 역사
우리나라 기상학의 시초는 대기현상에 대한 관심이나 관측을 통하여 싹트기 시작하였다. 농업중심의 국가에서는 농작물의 수확량이 나라 재정이나 국민생활과 직접 관련되므로 농사에 영향을 주는 기상에 관심이 컸다.

### 고대 시대
고대사회에서는 그 기록을 찾기 어려우나 김부식(金富軾)의 『삼국사기(三國史記)』와 일연(一然)의 『삼국유사(三國遺事)』에 나타나는 한발(旱魃)·비·바람·우박·눈·안개·흙비·천둥·이기(異氣)·이광(異光) 등의 기록을 통하여 짐작할 수 있다.

### 신라 시대
신라시대에 선덕여왕이 401개의 돌판(길이 156㎝, 너비 60㎝, 두께 24㎝)으로 27단을 쌓은 첨성대(瞻星臺)(국보 제 31호: 9.17m)는 춘분, 하지, 추분과 동지 등의 24절기를 별을 통하여 측정하였다.

### 고려 시대
고려시대에 들어와서는 오행사상(五行思想)의 영향을 받아 여러 기상현상을 수화목금토(水火木金土)의 오행에 따라 분류하여 양적인 개념으로 관찰하였다. 즉, 한발에 대하여 한(旱)·대한(大旱)·구한(久旱)으로, 강우량에 대하여 우(雨)·소우(小雨)·대우(大雨)·음우(淫雨)·임우(霖雨)·항우(恒雨) 등과 같이 양적 규정에 따라 기술하였다. 당시 서운관(書雲觀)이라는 기상업무를 전담하는 관서가 있었던 것으로 보아 관측이 특정지역에 국한되어 있었던 것이아니라, 전국에 걸쳐 기상관측업무가 실시되었음을 알 수 있다.

### 조선 시대
15세기 전반으로 과학적이며 독창적인 기상관측이 실시되었다. 1441년(세종 23)에 세종은 측우기(測雨器)(보물 제 343호, 지름 15㎝ 깊이 4.7㎝)를 발명하여, 전국 8도에 우량관측망을 두고 국정에 활용하였다. 이와 같이 조선시대의 우량관측은 그 규모가 전국적이었고 관측 내용이 조직적·정량적이어서, 기상학사에서 가장 먼저 과학적이고 근대적인 관측을 한 것으로 알려져있다.
세종 이후 여러 차례 외침과 내란이 있었음에도 불구하고 강우관측은 계속되었으나, 불행하게도 그 자료는 전화(戰禍)에 대부분 소실 내지는 분실되었고, 관측제도도 침체되었다. 그러나 18세기에 들어와 관측업무가 다시 부흥·발전되었다.
이때의 자료 중 1770년(영조 46년)부터 남아 있는 서울의 강우량과 강우일수 자료는, 현재까지 약 2백 년간의 장기간 자료가 되어 관측시대의 기후 변화 연구에 귀중한 자료로 국내외에서 널리 쓰이고 있다.

### 근대 ~ 일제 강점기
근대적 의미의 기상관측은 1884년에 독일인 묄렌도르프(Mollendorf, P. G.)가 인천항의 세관에, 그리고 3년 뒤에 러시아공사인 베베르(Waeber, K. I.)가 그의 공관에 각각 기상관측소를 세움으로써 시작되었다. 이어 주요 도시에 통감부관측소(統監府觀測所)가 설치되었으며, 이때의 관측시설과 방법은 서구적인 영향을 많이 받게 되었다.
1910년 조선총독부관측소(朝鮮總督府觀測所)로 개칭됨에 따라 이때의 한국기상학은 일본의 영향을 많이 받았다. 그 동안 지상관측 뿐만 아니라, 항공·고층·지자기 및 지진관측 등이 동시에 이루어졌다. 조선총독부관측소에서는1917년에 삼국시대·고려시대·조선시대의 기상·천문·지구물리 등의 관측자료를 조사한 『고대조선관측기록보고(古代朝鮮觀測記錄報告)』를 발간하여 외국에 소개하였다. 당시 총독부 관측소장, 일본인 와다(和田雄治)가 조선시대우량자료를 이용하여, 「최근 140년간의 경성(京城)우량」을 연구하였다. 또, 1941년에 미국 선교사 맥쿤(McCune, G. S.)이 『한국의 기후(Climate in Korea)』를 영문으로 발간하여 한국의 기후 특성을 세밀하게 설명하고, 나아가 기후구(氣候區)도 분류하였다.

### 광복 이후 ~ 현대
1950년 중앙기상대가 세계기상기구(WMO)에 정식 회원국으로 가입한 이후 회원국들의 기상요원 훈련계획과 정부의 해외연수계획 등에 의하여, 기상대직원들이 미국·오스트레일리아·영국 등 구미 각국에 6개월∼2년간의 교육과정을 이수하고 돌아와 한국 기상학 연구의 밑거름을 이루게 되었다.
한국 기상학은 대학과 한국기상학회를 중심으로 정착되기 시작하였다. 우리나라의 대학 학부에서 체계적인 기상학 교육은 1958년 서울대학교 천문기상학과가 설립되면서 시작되었으며, 이 때 첫 기상학 교수는 김성삼(金聖三)이었다. 그 후 1967년에 연세대학교에 같은 명칭의 학과가 설치되어, 기상학 교수로 조희구(曺喜九)가 처음 부임하였다. 그 후 1988년에 경북대학교와 강릉대학교(2009년, 강릉원주대학교로 교명 변경)에서 천문기상학과와 대기과학과가 각각 개설되었고, 1989년에는 부산대학교와 부산수산대학교(이후 1996년 부산공업대학교와 함께 현재의 부경대학교로 통합됨)에, 1993년에 공주대학교에 각각 대기과학과가 개설되어 2013년 현재 우리나라 7개 대학교에서 대기과학 전담교육을 시키고 있으며, 그 밖에 대학교의 지구과학교육학과와 환경학과 등에서 기상학 강의를 하고 있다.

## 분류

### 기초기상학
- 대기역학
- 대기물리학
- 종관기상학
- 기후학
- 미기상학
- 고층기상학
- 대기화학
- 우주기상학
- 기상측기 및 관측

### 응용기상학
- 항공기상학
- 해양기상학
- 수문기상학
- 생기상학
- 농업기상학
- 기상재해론

## 같이 보기
- 기상청
- 일기 예보
- 일기예보관